# Songs in the Key of Rock
Songs in the Key of Rock è un album in studio da solista del cantante e bassista britannico Glenn Hughes, pubblicato nel 2003.

## Tracce
1. In My Blood – 4:39
2. Lost in the Zone – 4:26
3. Gasoline – 3:10
4. Higher Places (Song for Bonzo) – 5:04
5. Get You Stoned – 4:49
6. Written All Over Your Face – 8:33
7. Standing on the Rock – 3:46
8. Courageous – 4:25
9. Secret Life – 3:45
10. The Truth – 3:28
11. Wherever You Go – 5:31
12. Higher Places (reprise) – 1:09

## Formazione
- Glenn Hughes – voce, basso
- JJ Marsh – chitarra
- Jeff Kollman – chitarra
- Gary Ferguson – batteria (eccetto traccia 5)
- Ed Roth – tastiera
- Alex Ligertwood – cori
- Billy Sheehan – basso (traccia 9)
- Chad Smith – batteria (traccia 5)